# Poliermaschine

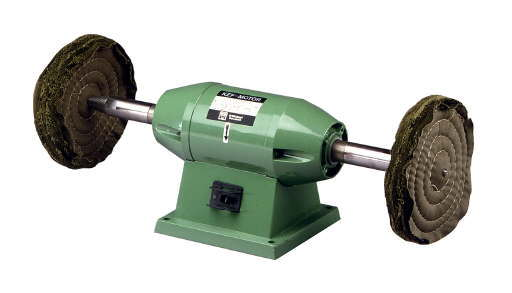
Poliermaschine mit Schwabbelscheiben (ohne Sockel)

Die Poliermaschine ist eine elektrisch angetriebene Maschine zum Polieren von polierbaren Gegenständen, insbesondere Metallteilen und Gesteinen. Nach dem Schleifen des Metalls mit Schleifmaschine oder Schleifstein, wobei gröbere Unebenheiten entfernt werden, erfolgt gegebenenfalls die Politur mit der Poliermaschine, auch Polierbock genannt.

## Aufbau und Wirkungsweise
Der Aufbau der Poliermaschinen ist dem der Schleifmaschinen sehr ähnlich. An ihrer durchgehenden, horizontalen Welle befindet sich auf der linken Seite ein Linksgewinde und auf der rechten Seite ein Rechtsgewinde, das jeweils zur Befestigung der Polierscheiben dient, die mittels Muttern mit den Klemmbacken montiert werden. Linksgewinde und Rechtsgewinde verhindern bei der Rotation der Welle das Lösen der Muttern und das Abfallen der rotierenden Scheiben. Diese Maschine muss bei hohen Drehzahlen wegen der von ihr ausgehenden großen aufschaukelnden Schwingungen fest auf einem Sockel aufgestellt werden. Zum Zubehör gehört eine Feuerscheibe, die  meist aus Hartfilz besteht, auf die Schmirgel mit Leim aufgetragen wird. Zur endgültigen Politur verwendet man eine Schwabbelscheibe, die aus speziellen vernähten Stoffscheiben besteht, auf die während der Rotation Polierwachs (festes Wachs) aufgetragen wird. Mit dieser Scheibe werden die feinen Unebenheiten und Bearbeitungsspuren im Metall, die während des „Feuerns“ noch zu sehen sind, vollständig entfernt. Das Metall erhält so eine spiegelblanke Oberfläche. Die Politur soll nicht nur Glanz verleihen, sondern auch Beständigkeit gegenüber der Korrosion erhöhen.

## Arten
- Es gibt kleinere Poliermaschinen u. a. für den Heimwerkerbedarf, welche flexible Schwingscheiben oder Bänder verwenden, sowie Aufsätze für Handbohrmaschinen. Diese werden mit normalem 230 Volt Hausgerätestrom betrieben.
- Weiterhin gibt es Poliermaschinen in der Gebäudereinigung für Fußböden aus Stein, die ausschließlich mit der Schwabbelscheibe arbeiten. Diese verwenden flüssiges Polierwachs.